# Classe Littorio
La classe Littorio, a volte indicata anche come classe Vittorio Veneto della Regia Marina era composta da tre navi da battaglia, le più perfezionate e le più grandi unità navali di questo tipo mai possedute dal Regno d'Italia.
Nel 1940 all'epoca della loro entrata in servizio erano tra le più potenti navi da battaglia del mondo come artiglieria, in quanto le classe South Dakota statunitensi pur avendo l'armamento principale di calibro maggiore rispetto alle Littorio avevano una minore gittata. Comunque l'armamento delle Littorio non era esente da difetti, ad esempio i calibri principali erano caratterizzati da una forte dispersione delle salve sul bersaglio a causa, in parte, dei proiettili non standardizzati e inoltre le canne si usuravano velocemente, lasciando poche salve disponibili prima di un netto calo delle prestazioni. Inoltre la potenza di fuoco contro-aerea era notevolmente inferiore alle unità coeve, specie americane e giapponesi, e priva dell'ausilio del radar, come invece accadeva dalla fine degli anni 1930 su quelle tedesche e britanniche. Ciononostante, persero il primato della maggior gittata soltanto nel 1942, con l'entrata in servizio delle corazzate americane classe Iowa e delle supercorazzate giapponesi classe Yamato. 
La costruzione di queste tre navi (la quarta, Impero, non entrerà mai in servizio) fu un grande sforzo per l'Italia.

## Il progetto

### Corazzate da 35000 tonnellate
La progettazione della nuova classe iniziò nel 1934, dopo l'abbandono dei progetti per una classe di incrociatori da battaglia da 26.500 t in seguito all'impostazione da parte della Marina Francese della Dunkerque (1932) e la Strasbourg (1934). All'inizio del 1934 erano già state selezionati alcuni progetti di carena che portarono alla costruzione di un modello da 37.000 t su cui vennero condotti test presso le vasche di prova dell'arsenale di La Spezia. Le caratteristiche finali furono approvate dal Comitato dei progetti delle navi della Regia Marina il 12 luglio del 1935, e lo stesso ottobre la Littorio e la Vittorio Veneto furono ordinate ufficialmente. Le corazzate della classe Littorio furono l'apice del programma dell'ammiraglio Domenico Cavagnari, capo di stato maggiore della Regia Marina tra il 1933 ed il 1940. Fu prevista una classe di quattro unità, nominalmente da 35 000 tonnellate (secondo i parametri del trattato navale di Washington), ma che in realtà superarono abbondantemente le 40 000 t. Per queste quattro unità furono scelti i nomi di Littorio, Vittorio Veneto, Roma e Impero. La loro progettazione, iniziata nel 1934, fu curata per cercare la massima velocità e potenza di fuoco. Entrambe raggiunte, ma non senza prezzo. La dotazione di carburante era di circa 4 000 tonnellate: permettevano un'autonomia di circa 4 000 miglia nautiche (circa 7 000 chilometri) a 20 nodi, troppo poco persino per l'Atlantico.
La differenza più evidente tra le ultime due unità e le precedenti era la linea della prua: le corazzate Roma e Impero avevano un castello più rialzato e di conseguenza un cavallino più pronunciato, vale a dire una curvatura longitudinale più pronunciata del ponte.
La poppa era del tipo incrociatore, leggermente più arrotondata nella Roma e nell'Impero. Le 4 navi della classe Littorio avevano le altre caratteristiche comuni: tre timoni, uno principale assiale e due ausiliari tra gli assi interni ed esterni delle quattro eliche.
Il rapporto fra il volume dello scafo e quello complessivo delle sovrastrutture era armonico e dava alle navi un aspetto aggressivo. Il torrione riprendeva lo schema ormai collaudato a partire dalla classe Raimondo Montecuccoli, terza del tipo Condottieri.
Al centro della nave i due grandi fumaioli ravvicinati, con quello prodiero che aveva come propaggine la plancetta di direzione del tiro delle mitragliere. L'albero prodiero più alto era unito al torrione da quattro passerelle, una delle quali serviva da stazione segnali. L'albero poppiero, più basso, sorgeva da una struttura a poppavia dei fumaioli la quale accoglieva il posto di comando poppiero e i proiettori. A poppa estrema era sistemata una catapulta orientabile per il lancio di tre aerei, in origine biplani da ricognizione IMAM RO 43 a motore stellare, idrovolanti a scarpone, cioè dotati di un grosso galleggiante centrale e di due più piccoli sotto le ali più alti di quello centrale. Due dei RO 43 furono sostituiti da caccia Reggiane Re 2.000.
La propulsione era a vapore con quattro gruppi turboriduttori alimentati dal vapore di otto caldaie tipo Yarrow/Regia Marina alimentate a nafta in cui l'acqua fluiva attraverso tubi riscaldati esternamente dai gas di combustione, sfruttando così il calore sprigionato dai bruciatori, quello dalle pareti della caldaia e quello dei gas di scarico. Questo tipo di caldaia era il modello standard per le caldaie di grosse dimensioni, grazie anche all'impiego di acciai speciali in grado di sopportare temperature elevate e allo sviluppo di moderne tecniche di saldatura. L'apparato motore era protetto da cilindri corazzati singoli per ogni caldaia e per ogni ventilatore, mediante coperture corazzate a distanza sul ponte superiore e da diaframmi corazzati alla base; il sistema di protezione era coordinato alla corazzatura di murata sovrastante e alle strutture sottostanti del triplo fondo.
Il motore forniva una potenza massima di 130 000 CV e consentiva la velocità massima di 31 nodi, con un'autonomia a velocità media 20 nodi di 3 920 miglia. Modesta, se comparata ad unità analoghe, rendeva queste unità idonee solo all'impiego nel Mediterraneo. Le quattro turbine erano collegate a quattro assi dotati di eliche tripale, due centrali e due laterali, mentre il sistema di governo era costituito da un timone principale poppiero, posizionato nel flusso delle eliche poppiere centrali, e da due timoni ausiliari laterali, ampiamente proporzionati e distanziati dal primo, situati nel flusso delle due eliche laterali, il governo di emergenza della nave.
Navigando a 30 nodi (56 km/h) l'autonomia scendeva ad appena 3 000 km, pari a 2 giorni di navigazione, sufficienti per attraversare il mar Mediterraneo. La differenza con le corazzate classe Bismarck era notevole in quanto, nonostante i problemi d'efficienza delle turbine tedesche, grazie a 7 700 tonnellate di combustibile, queste potevano attraversare l'Atlantico e poi tornare. Le Littorio, pur possedendo potenza di fuoco, protezione e velocità comparabili o superiori alle Bismarck, non potevano essere impiegate in contesti (come quelli "corsari") che prevedessero lunghe navigazioni oceaniche.
Le 3 700 tonnellate di combustibile in meno erano un handicap extra Mediterraneo: le Littorio non erano state pensate per compiti globali, ma per confrontarsi con la Marina Francese in brevi azioni di combattimento, grazie alla potenza di 140 000 hp garantita da turbine a vapore su 4 assi, che fece raggiungere nelle prove circa 30,5 nodi, a pesi ridotti come era costume della Regia Marina. Nella situazione reale di combattimento della battaglia di Capo Matapan gli incrociatori inglesi "da 32 nodi" distanziarono in pochi minuti la Vittorio Veneto.

### Corazzatura
Le Littorio avevano una protezione subacquea super-resistente, che salvò più volte le navi. Anche a livello di cintura di murata vi erano notevoli particolarità: a differenza di molte altre costruzioni mondiali, la protezione non era costituita da piastre verticali, ma da più strati di piastre inclinate, mentre la protezione orizzontale era affidata a due ponti corazzati. La loro robustezza non deve essere sminuita dall'affondamento della Roma da parte di bombe-missili tedeschi, arma che non venne considerata in fase di progetto; tuttavia anche l'Italia (ex Littorio) fu colpita senza subire gravi danni.

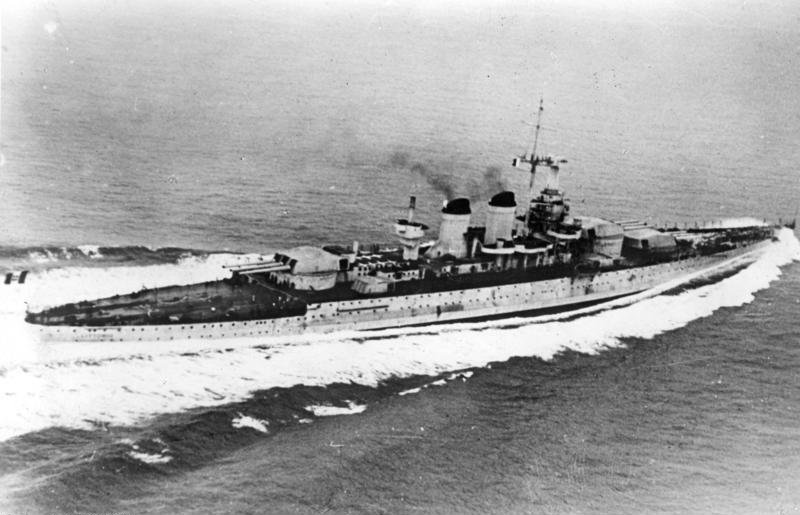
La Littorio in navigazione durante le prove in mare nel 1937, in una foto degli archivi federali tedeschi

La compartimentazione e il bilanciamento interno assicuravano buona stabilità e galleggiabilità anche nel caso le navi fossero state colpite da siluri, cosa che venne dimostrata dalle vicende belliche, quando le corazzate di questa classe, ripetutamente colpite, riuscirono a rientrare alle loro basi.
La protezione, caratteristica così sviluppata nelle navi da battaglia, era qui molto curata, con una progettazione che contemplava il ricorso a ben 14.000 tonnellate di acciaio, il quale, strano a dirsi per una nazione che costruiva carri armati con acciaio al silicio, era dotato almeno nominalmente di ottime caratteristiche. Ma questo denota anche il prestigio che godeva tra le forze armate la Regia Marina e l'attenzione particolare che venne data al suo potenziamento.
La resistenza della corazzatura venne testata nel maggio 1935 al balipedio di La Spezia. Nelle prove la corazzatura si dimostrò capace di resistere all'impatto di proiettili perforanti da 406mm sparati da una distanza di 24.000 metri e a quello di bombe d'aereo da 1.280 Kg di non eccessiva capacità perforante ma di grande potenza esplosiva, nonché capace di resistere a bombe perforanti da 835 kg, ambedue i tipi di bomba con una velocità d'urto di 250 m/sec, cioè la massima velocità naturale di caduta, in quanto allora non esistevano bombe con propellente a razzo.
La protezione verticale nella parte centrale della nave, cioè dal deposito munizioni della torre nº 1 fino al deposito della torre nº 3, era assicurata da due piastre accostate dello spessore totale di 350 mm (piastra esterna "scuffiante" con spessore 70mm, intercapedine vuota di 25mm e piastra principale dello spessore di 280mm), non verticali, ma convergenti verso il basso con il piano mediano dello scafo, in modo da diminuire l'angolo di impatto dei proiettili, il che equivaleva ad un maggiore spessore della corazzatura. La cintura corazzata si riduceva a 60 mm nella zona prodiera e a 100 mm in quella poppiera. A 40 cm dalla cintura corazzata principale c'era una paratia d'arresto da 40 mm, seguita a distanza da un'altra paratia paraschegge, da 12 mm inclinata in senso contrario alla cintura corazzata, sistemata più internamente che fungeva anche da sostegno al ponte corazzato principale. Il ridotto corazzato era completato da due traverse corazzate dello spessore di 210 mm a prora e di 290 mm a poppa. Le traverse erano rispettivamente a proravia del deposito munizioni della torre nº 1 e a poppavia del deposito munizioni della torre poppiera.
La cintura principale aveva uno spessore adeguato per affrontare le unità moderne nemiche a distanze superiori ai 20 000 metri, ma contro i cannoni inglesi di vecchio tipo aveva un'efficacia presumibilmente tale da fermare le munizioni fino a circa 12.000 metri.
La corazza del ponte era parimenti assai spessa, con vari livelli dotati di ponti corazzati secondari in aggiunta. Il ponte inferiore, detto di batteria, aveva uno spessore massimo di 100 mm, quello mediano, detto di coperta, aveva uno spessore di 50 mm ed il più alto, il castello, aveva uno spessore di 36 millimetri. Lo spessore della corazza del ponte di batteria raggiungeva però i 150 mm in corrispondenza dei depositi munizioni mentre si assottigliava sino a 90 mm presso le murate. Fuori dal ridotto corazzato, il ponte di batteria aveva una corazza di 70 mm verso prora e 36 mm verso poppa. La timoniera, che era fuori del ridotto, aveva al di sotto del ponte principale un secondo ponte corazzato di 100 mm di spessore.
Per quello che riguarda torri e barbette, i calibri principali erano protetti da piastre dello spessore massimo di 350 mm, quelle da 152/55 erano protette da corazza da 152 mm, concepite per resistere a munizioni di pari calibro.
Il torrione era protetto da corazza di 260 mm, mentre il tubo corazzato interno ad esso aveva 200 mm di spessore e serviva al passaggio degli uomini da un piano all'altro del torrione e al passaggio dei cavi, che costituivano un vero e proprio midollo spinale della nave, in quanto trasmettevano tutti gli ordini e ricevevano tutte le informazioni concernenti armi, motrici e sistemi di sicurezza.
La corazzatura orizzontale era sostituita, in corrispondenza dei condotti del fumo delle caldaie, da griglie formate da piastre affiancate e disposte verticalmente, così da costituire una certa protezione dalle bombe anche nei fumaioli.

#### Protezione subacquea
Per rendere lo scafo più resistente agli attacchi subacquei, venne adottato il sistema dei cilindri Pugliese, ideati dallo stesso progettista. I cilindri Pugliese consistevano in contenitori di 3,80 m di diametro e 120 m di lunghezza, collocati all'interno di una intercapedine tra lo scafo interno e la murata esterna e riempiti con acqua o nafta. In caso di esplosione di mina o siluro, la potenza d'urto sarebbe stata distribuita in tutte le direzioni, diminuendo i relativi danni. La curvatura della paratia interna, che si trovava dietro il compartimento antiesplosione, dava la possibilità di accumulare l'onda d'urto scorrendo lungo il cilindro metallico deformabile, causando potenziali cedimenti della stessa.
Il sistema, per quanto ingegnoso, necessitava di ampio spazio per essere efficace, e il controllo danni era presumibilmente difficile se non impossibile. Infine, questo sistema era ottimo, o quantomeno paragonabile alle più avanzate controcarene in servizio presso le altre quattro grandi marine, solamente nella parte centrale dello scafo dove i cilindri potevano essere molto ampi, ma diventava molto meno conveniente dove lo scafo era più stretto, in particolar modo a prua.

### Potenza di fuoco

Il profilo delle navi della classe Littorio

Le Littorio ebbero uno dei complessi di armamento più potenti mai installati su una corazzata. I cannoni OTO/Ansaldo 381/50, nonostante la modesta elevazione di soli 35° erano le armi a più lunga gittata mai possedute da una nave da battaglia della seconda guerra mondiale (sia pure per poche decine di metri); la loro alta velocità iniziale e la pesantezza delle munizioni (oltre 880 kg) consentivano una capacità perforante eccellente confrontabile con i migliori cannoni da 406 mm e 460 mm e sensibilmente superiore a quanto i moderni cannoni tedeschi e francesi da 380 mm fossero in grado di offrire. Se una corazza da 350 mm era perforabile ad oltre 25 km, a breve distanza la perforazione possibile ammontava a circa 800 mm.

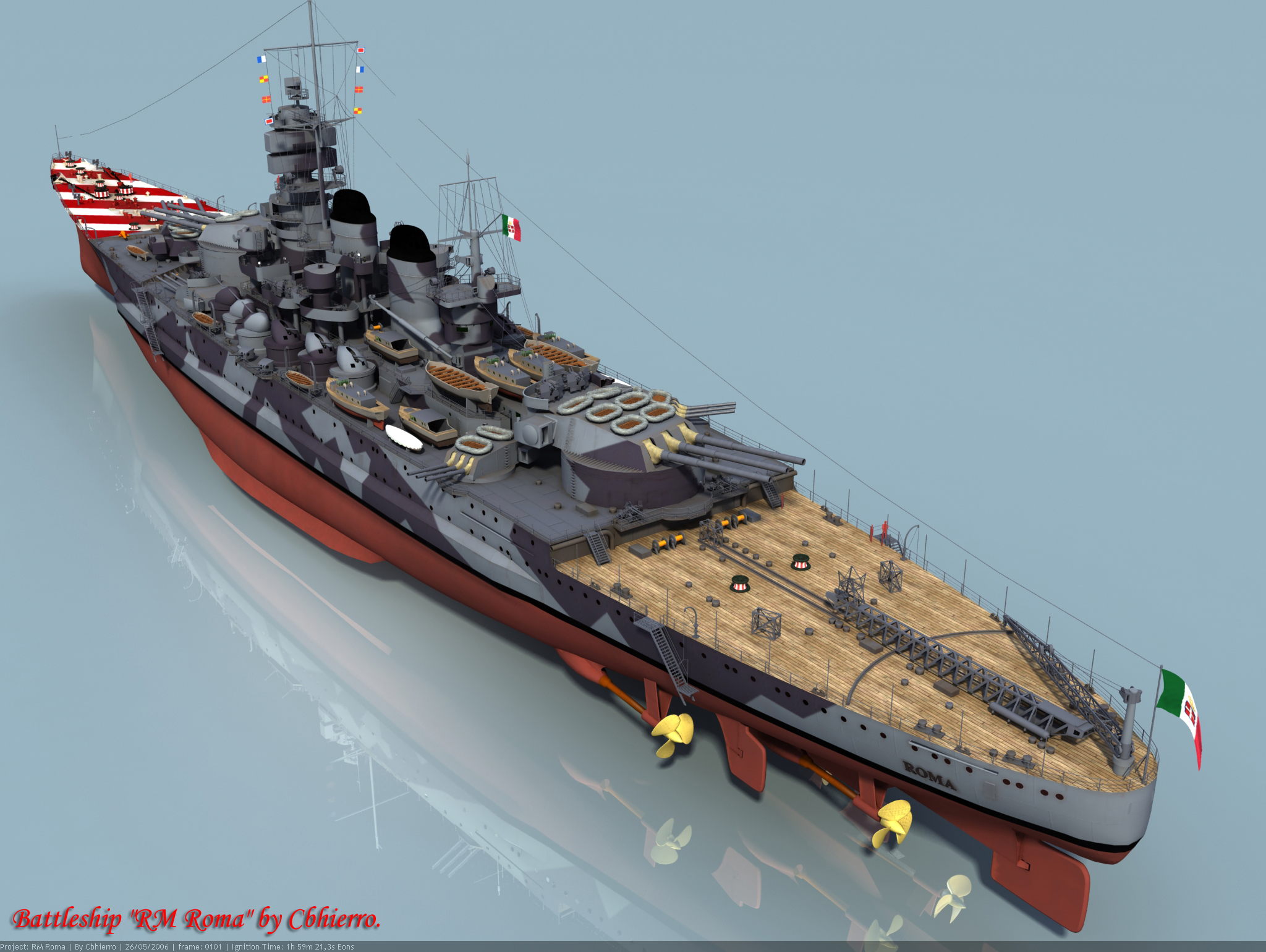
Resa 3D della Roma, vista di poppa

Il rovescio della medaglia era che i cannoni italiani avevano una cadenza di tiro assai ridotta nonché una elevata dispersione. Solo durante la seconda battaglia della Sirte un proiettile calibro 381 mm sparato dalla Littorio colpì direttamente il cacciatorpediniere HMS Kingston con la morte di 15 marinai e diversi feriti oltre a gravi danni; nello stesso scontro schegge di colpi da 381 mm della Littorio caduti nelle vicinanze danneggiarono l'incrociatore HMS Euryalus e il cacciatorpediniere HMS Havock. I cannoni avevano anche una ridotta riserva di munizioni e la vita utile dell'anima del cannone era breve, circa 140 colpi sparabili prima che le qualità balistiche degradassero, circa la metà dei cannoni contemporanei.

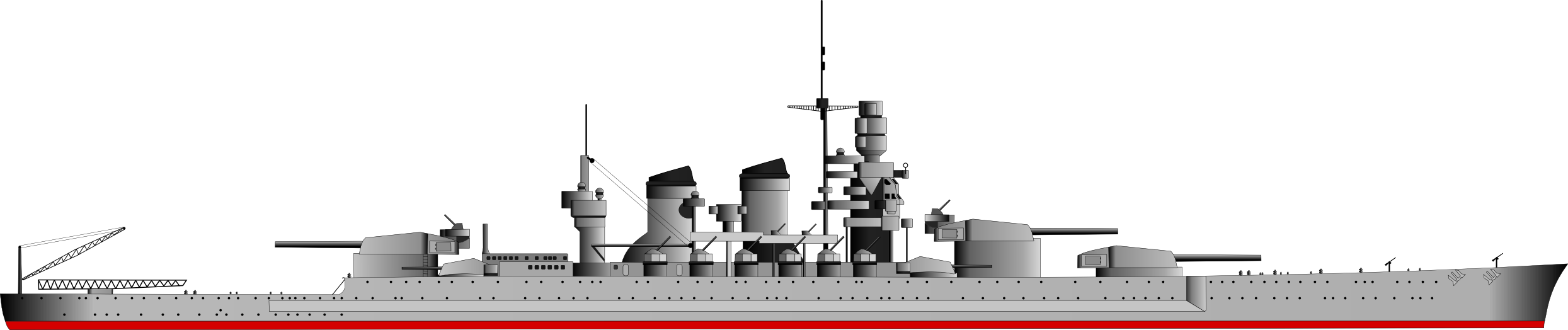
Profilo all'orizzonte

La perforazione delle corazze verticali era assai elevata grazie alla velocità dei proiettili, data la ridotta elevazione, quindi la capacità di perforazione di armature orizzontali, essenziale nel tiri curvi da lunga distanza, era decisamente inferiore a quella dei 381 inglesi (anch'essi elevabili a 30 gradi) e appena migliore di quelli tedeschi.
I cannoni secondari erano gli OTO/Ansaldo 152/55 dell'ultimo modello, installati anche su incrociatori leggeri dell'ultima generazione (come il Giuseppe Garibaldi), sistemati in torri trinate assai robuste (fino ad oltre 100 mm di corazzatura) anch'esse derivate direttamente dalle navi minori. La loro gittata arrivava ad oltre 24 km ed avevano elevate qualità balistiche, ma con cadenza di tiro bassa; e poiché le armi secondarie erano dedicate solo alla difesa antinave, lo sbarramento antiaereo era limitato ai medi e piccoli calibri. Le corazzate più moderne di altri paesi adottavano spesso armi a doppio ruolo, per risparmiare peso ed ottenere una migliore difesa anti aerea.
I cannoni da 90/50 mm erano ottimi, dotati di affusti totalmente chiusi e leggermente corazzati, e avevano un sistema di stabilizzazione che si rivelò troppo sofisticato per l'epoca. Le armi erano in torri singole, 6 per lato. Il volume di fuoco era insufficiente per una corazzata. Oltretutto i 90/50 mm avevano munizioni pensate per contrastare aerei fragili, di legno e tela, comuni negli anni '30, e proiettili moderni più adatti furono disponibili solo dopo il 1941. 
Le mitragliere contraeree erano sia binate Breda 20/65 Mod. 1935 che Breda 37/54, il meglio che l'Italia potesse sviluppare autonomamente ed abbastanza efficaci nel loro ruolo di difesa ravvicinata. Il loro numero però (36) era appena sufficiente.
Non erano previsti siluri, ma l'armamento accessorio era completato da 3 idrovolanti a poppa, lanciabili da catapulta. Tra le macchine impiegate, in genere Ro.43, era possibile trovare anche i Re.2000, lanciabili senza possibilità di recupero, tentativo di rimediare ad una carenza - l'assenza di portaerei - che fu il maggiore rincrescimento della Regia Marina durante il conflitto.

### Allestimento e varo
Varate tra la fine degli anni trenta (Littorio e Vittorio Veneto) e i primi anni quaranta (Roma) del XX secolo, tre di esse entrarono in servizio attivo; la Impero invece non venne mai completata.

## Storia

### Impiego operativo
Queste navi, di notevole qualità e prestigio tecnico, ebbero un impiego assai modesto durante il secondo conflitto mondiale, per l'eccessiva prudenza con cui i comandi le utilizzarono. La Littorio e la Vittorio Veneto, non ancora operative il 10 giugno 1940, entrarono in servizio attivo durante l'estate dello stesso anno inquadrate nella IX Divisione. La Littorio venne gravemente danneggiata con 3 siluri dagli aerosiluranti Fairey Swordfish durante la notte di Taranto l'11 novembre del 1940, e rientrò in servizio oltre sei mesi più tardi.

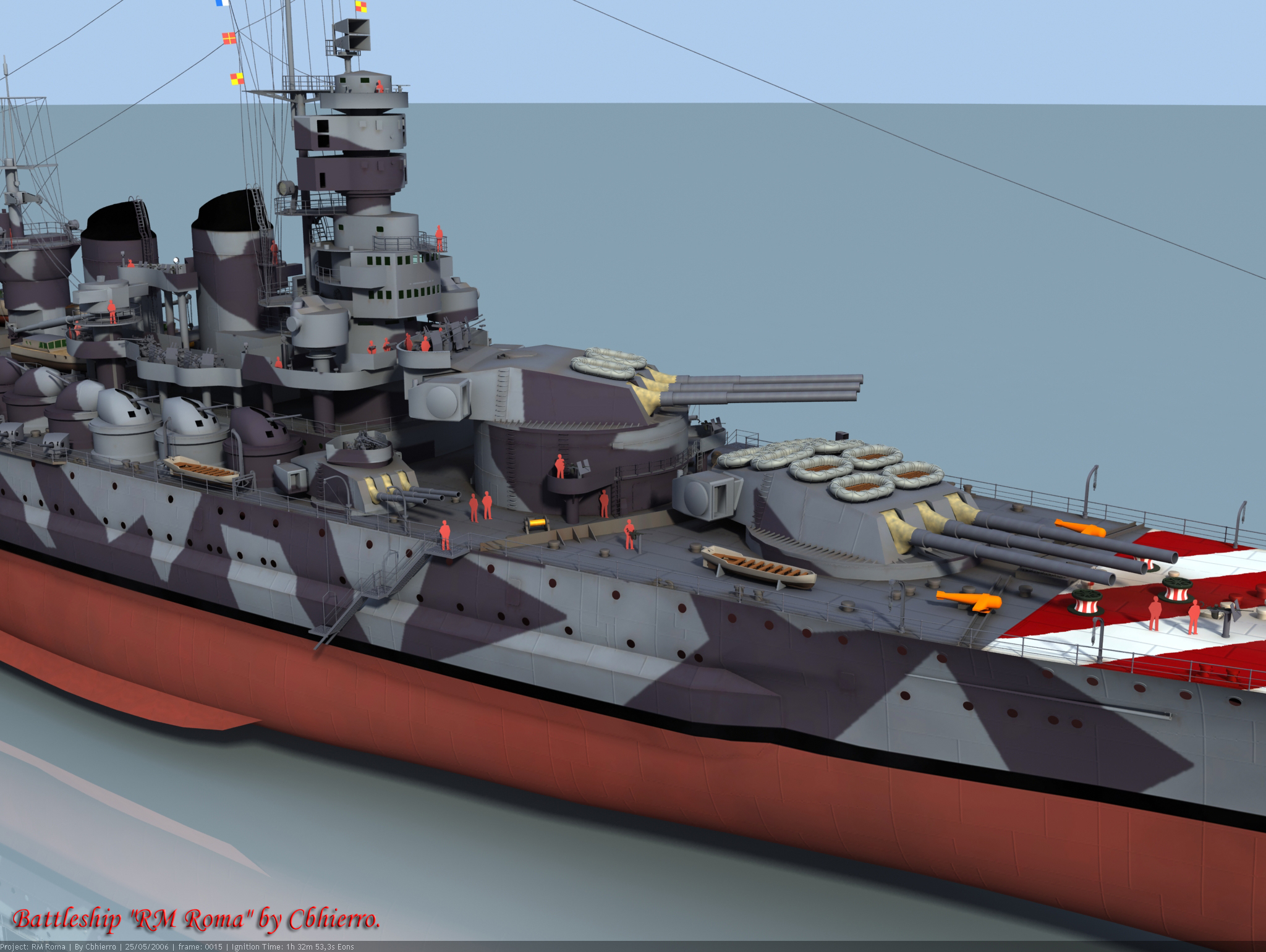
Dettaglio dei cannoni prodieri della Roma

Nel 1941 la Vittorio Veneto fu la nave di bandiera dell'ammiraglio di squadra Angelo Iachino durante lo scontro navale al largo di capo Matapan, dove sparò 94 colpi senza esito e incassò un siluro aerolanciato, senza conseguenze irrimediabili ma con notevole entrata d'acqua e perdita di velocità, alla base del successivo disastro di Matapàn. Entrambe le unità vennero impiegate in missioni di scorta indiretta ai convogli per la Libia, ma non ebbero modo di scontrarsi direttamente con unità di superficie britanniche. La Royal Navy temeva molto le Littorio, tanto quanto le tedesche Bismarck e Tirpitz in Atlantico.

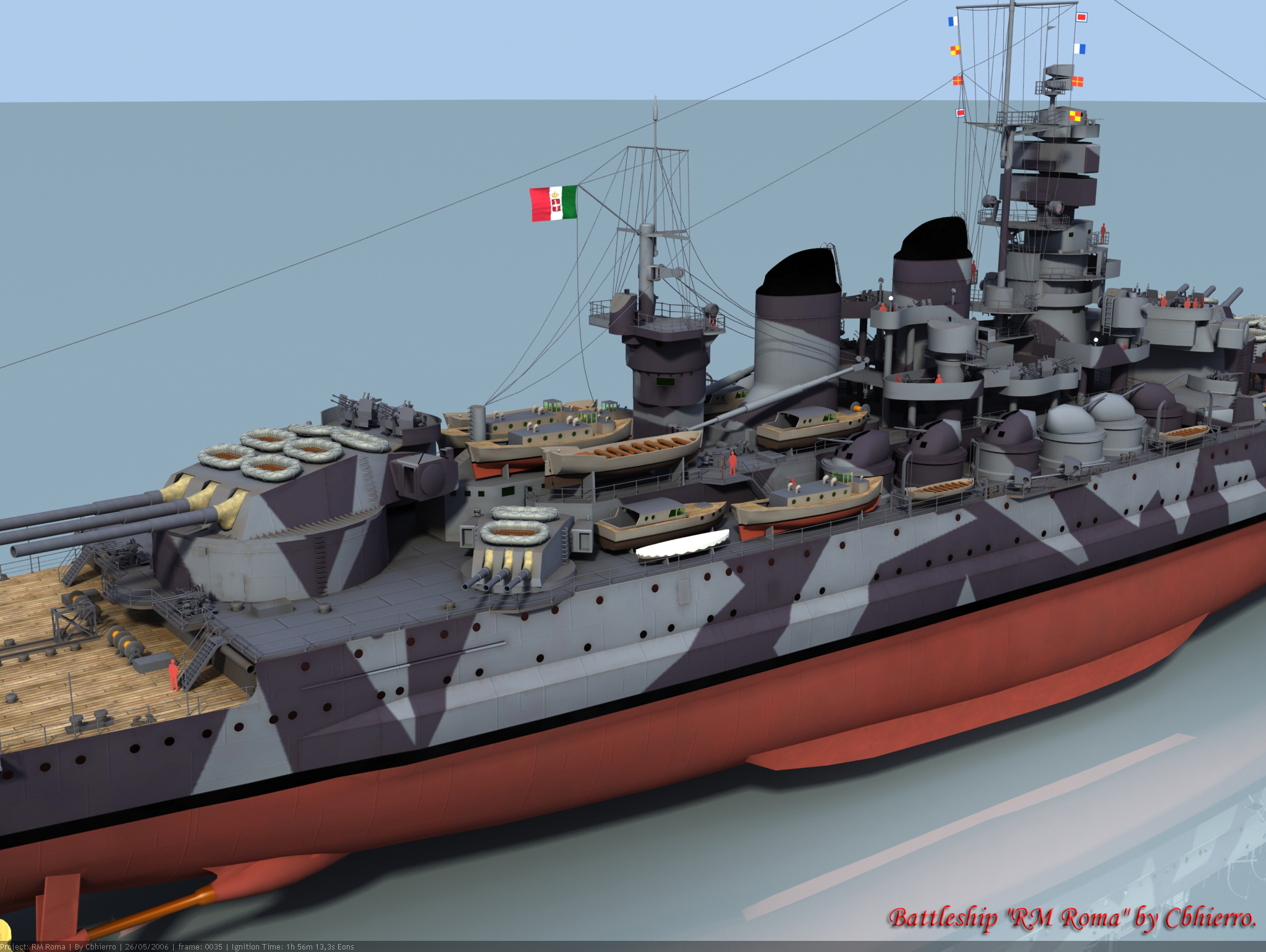
Dettaglio dei cannoni poppieri della Roma

Nel 1942 la Littorio fu presente alla cosiddetta seconda battaglia della Sirte, ed entrambe le unità parteciparono alla battaglia aeronavale di mezzo giugno, in occasione della quale la Littorio venne colpita a prua da un siluro e da una bomba d'aereo su una delle torri principali, senza particolari conseguenze. L'impiego delle due potenti navi nella successiva battaglia di mezzo agosto, che si sarebbe potuto rivelare determinante, fu impossibilitato dalla scarsità di nafta.
La Roma divenne operativa nell'autunno del 1942, come nave di bandiera del nuovo comandante superiore in mare, l'ammiraglio di squadra Carlo Bergamini. La squadra da battaglia composta dalle tre Littorio, assieme al grosso della flotta, si rifugiò a La Spezia per tutto l'inverno 1942-'43 e rimase in porto per buona parte del nuovo anno, nel tentativo di sfuggire ai sempre più violenti attacchi aerei Alleati. Un eventuale impiego per contrastare gli sbarchi Alleati in Sicilia venne scartato. Nella notte tra il 18 e il 19 aprile del 1943 la Littorio venne leggermente danneggiata da un bombardamento aereo su La Spezia; nel corso dell'incursione venne affondato il cacciatorpediniere Alpino. Il successivo bombardamento sulla base di La Spezia del 5 giugno, in cui vennero danneggiate la Roma e la Vittorio Veneto, ridusse la squadra da battaglia alla sola Littorio. Mentre la Vittorio Veneto poté essere riparata in arsenale, rientrando in squadra in poco più di un mese, per la Roma, colpita nuovamente in un bombardamento nella notte del 24 giugno, fu necessario l'entrata in bacino e il trasferimento a Genova, rientrando in squadra solamente il 13 agosto.
Al sopraggiungere della notizia dell'armistizio con gli Alleati la sera dell'8 settembre, la squadra al comando di Bergamini salpò dalla Spezia prima alla volta della Sardegna, e quindi diresse verso Malta, in ottemperanza agli accordi con gli Alleati. Le tre corazzate italiane vennero individuate ed attaccate nel pomeriggio del 9 settembre da bombardieri tedeschi che, con il nuovo tipo di bomba teleguidata Ruhrstahl SD 1400 ribattezzata dagli Alleati "Fritz-X", riuscirono a centrare in pieno con due colpi la Roma che fu subito scossa da esplosioni violentissime (tanto che la torre sopraelevata prodiera pesante 1.500 tonnellate venne scaraventata in mare) e affondò in poco tempo, spezzata in due tronconi. Anche la Littorio (che il 30 luglio, dopo la caduta del fascismo, era stata ribattezzata Italia) venne colpita, ma poté proseguire la navigazione in assetto.

### Epilogo
Le Littorio non vennero impiegate in alcuna missione per conto degli Alleati, anche se Churchill avrebbe voluto impiegarle in estremo oriente, valutando l'alternativa di lasciarle o meno sotto bandiera italiana. Internate ai Laghi amari, rientrarono in patria solo dopo la guerra. Le autorità italiane riuscirono a evitare la consegna a Regno Unito e Stati Uniti (anche l'Unione Sovietica ne reclamò una) delle ancora moderne unità, ma non ne evitarono l'ingiunzione alleata di demolirle, cosa che venne ritardata con ogni mezzo, senza successo anche se inizialmente ci si dovette limitare al taglio dei cannoni dell'armamento principale. Gli ultimi rottami delle corazzate divennero presto 80.000 tonnellate di acciaio per le fonderie di un'Italia che cercava di riprendersi dalle conseguenze della guerra.

## Le navi della classe
| Nome            | Cantiere            | Impostazione      | Varo             | Completamento  | Destino finale                                                                                       |
| --------------- | ------------------- | ----------------- | ---------------- | -------------- | --- |
| Littorio        | Ansaldo - Genova    | 28 ottobre 1934   | 22 agosto 1937   | 6 maggio 1940  | Demolita, a seguito delle condizioni imposte all'Italia dal Trattato di pace, tra il 1948 ed il 1955 |
| Vittorio Veneto | San Marco - Trieste | 28 ottobre 1934   | 25 luglio 1937   | 28 aprile 1940 | Demolita, a seguito delle condizioni imposte all'Italia dal Trattato di pace, tra il 1948 ed il 1955 |
| Roma            | San Marco - Trieste | 18 settembre 1938 | 9 giugno 1940    | 14 giugno 1942 | Affondata il 9 settembre 1943 da bombardieri tedeschi                                                |
| Impero          | Ansaldo - Genova    | 14 maggio 1938    | 15 novembre 1939 | non completata | Scafo affondato durante un bombardamento nel 1945, poi recuperato e smantellato a Venezia (1947-50)  |